# Nesomyrmex
Nesomyrmex es un género de hormigas.

## Especies
- Nesomyrmex anduzei (Weber, 1943)
- Nesomyrmex angulatus (Mayr, 1862)
- Nesomyrmex antoinetteae Mbanyana & Robertson, 2008
- Nesomyrmex antoniensis (Forel, 1912)
- Nesomyrmex argentinus (Santschi, 1922)
- Nesomyrmex asper (Mayr, 1887)
- Nesomyrmex bidentatus Csösz & Fisher, 2016
- Nesomyrmex brasiliensis (Kempf, 1958)
- Nesomyrmex braunsi (Forel, 1912)
- Nesomyrmex brevicornis Csösz & Fisher, 2016
- Nesomyrmex brimodus (Bolton, 1995)
- Nesomyrmex brunneus Csösz & Fisher, 2016
- Nesomyrmex capricornis Csösz & Fisher, 2015
- †Nesomyrmex caritatis (De Andrade, Baroni Urbani, Brandão & Wagensberg, 1999)
- Nesomyrmex cataulacoides (Snelling, 1992)
- Nesomyrmex cederbergensis Mbanyana & Robertson, 2008
- Nesomyrmex cingulatus Csösz & Fisher, 2016
- Nesomyrmex clavipilis Wheeler, 1910
- Nesomyrmex clypeatus Csösz & Fisher, 2016
- Nesomyrmex costatus (Emery, 1896)
- Nesomyrmex denticulatus (Mayr, 1901)
- Nesomyrmex devius Csösz & Fisher, 2016
- †Nesomyrmex dominicanus (De Andrade, Baroni Urbani, Brandão & Wagensberg, 1999)
- Nesomyrmex echinatinodis (Forel, 1886)
- Nesomyrmex edentatus Csösz & Fisher, 2016
- Nesomyrmex entabeni Mbanyana & Robertson, 2008
- Nesomyrmex evelynae (Forel, 1916)
- Nesomyrmex excelsior Csösz & Fisher, 2016
- Nesomyrmex exiguus Csösz & Fisher, 2016
- Nesomyrmex ezantsi Mbanyana & Robertson, 2008
- Nesomyrmex flavigaster Csösz & Fisher, 2016
- Nesomyrmex flavus Csösz & Fisher, 2016
- Nesomyrmex fragilis Csösz & Fisher, 2016
- Nesomyrmex gibber (Donisthorpe, 1946)
- Nesomyrmex gracilis Csösz & Fisher, 2016
- Nesomyrmex grisoni (Forel, 1916)
- Nesomyrmex hafahafa Csösz & Fisher, 2015
- Nesomyrmex hirtellus Csösz & Fisher, 2016
- Nesomyrmex humerosus (Emery, 1896)
- Nesomyrmex inhaca Hita Garcia, Mbanyana, Audisio & Alpert, 2017
- Nesomyrmex innocens (Forel, 1913)
- Nesomyrmex inye Mbanyana & Robertson, 2008
- Nesomyrmex itinerans (Kempf, 1959)
- Nesomyrmex karooensis Mbanyana & Robertson, 2008
- Nesomyrmex koebergensis Mbanyana & Robertson, 2008
- Nesomyrmex larsenae Mbanyana & Robertson, 2008
- Nesomyrmex longiceps Csösz & Fisher, 2016
- Nesomyrmex madecassus (Forel, 1892)
- Nesomyrmex mcgregori Mbanyana & Robertson, 2008
- Nesomyrmex medusus Csösz & Fisher, 2015
- Nesomyrmex minutus Csösz & Fisher, 2016
- Nesomyrmex mirassolis (Diniz, 1975)
- Nesomyrmex modestus Csösz & Fisher, 2016
- Nesomyrmex nanniae Mbanyana & Robertson, 2008
- Nesomyrmex nitidus Csösz & Fisher, 2016
- Nesomyrmex njengelanga Mbanyana & Robertson, 2008
- Nesomyrmex pittieri (Forel, 1899)
- Nesomyrmex pleuriticus (Kempf, 1959)
- Nesomyrmex punctaticeps Csösz & Fisher, 2016
- Nesomyrmex pulcher (Emery, 1917)
- Nesomyrmex reticulatus Csösz & Fisher, 2016
- Nesomyrmex retusispinosus (Forel, 1892)
- Nesomyrmex ruani Mbanyana & Robertson, 2008
- Nesomyrmex rugosus Csösz & Fisher, 2016
- Nesomyrmex rutilans (Kempf, 1958)
- Nesomyrmex saasveldensis Mbanyana & Robertson, 2008
- Nesomyrmex schwebeli (Forel, 1913)
- Nesomyrmex sculptiventris (Mayr, 1887)
- Nesomyrmex sellaris Csösz & Fisher, 2016
- Nesomyrmex sikorai (Emery, 1896)
- Nesomyrmex simoni (Emery, 1895)
- Nesomyrmex spininodis (Mayr, 1887)
- Nesomyrmex spinosus Csösz & Fisher, 2015
- Nesomyrmex stramineus (Arnold, 1948)
- Nesomyrmex striatus Csösz & Fisher, 2016
- Nesomyrmex tamatavensis Csösz & Fisher, 2016
- Nesomyrmex tonsuratus (Kempf, 1959)
- Nesomyrmex tshiguvhoae Mbanyana & Robertson, 2008
- Nesomyrmex vannoorti Mbanyana & Robertson, 2008
- Nesomyrmex vargasi Longino, 2006
- Nesomyrmex vicinus (Mayr, 1887)
- Nesomyrmex wilda (Smith, 1943)
- Nesomyrmex zaheri Sharaf, Akbar & Hita Garcia 2017